# Oesjkovski
De Oesjkovski (Russisch: Ушковский), in de 20e eeuw Ploskaja Dalnjaja (Плоская Далняя; "platte verre [vulkaan]") genoemd, is een 3943-meter hoge afgeplatte stratovulkaan in de noordwestelijke rand van de Kljoetsjevskaja-vulkanengroep in het centrale deel van het de Russische schiereiland Kamtsjatka. De vulkaan vormt onderdeel van het 370 km² grote gelijknamige Pleistocene vulkanische massief Oesjkovski (массив Плоских сопок; massiv Ploskich sopok), waartoe ook de slapende schildvulkaan Krestovski (Ploskaja Blizjnjaja) behoort.

## Toponiem
De naam Oesjkovski is de oorspronkelijke naam van de vulkaan en verwijst naar het aan noordwestzijde gelegen dorp Oesjki, dat in 1964 werd opgeheven. Het achtervoegsel Dalnjaja (verre) verwijst naar afgelegen locatie ten opzichte van de plaats Kljoetsji; de Ploskaja Blizjnjaja ("platte dichtbije [vulkaan]") ligt dichterbij Kljoetsji. Ploskaja ("platte") verwijst naar de afgeplatte toppen van beide vulkanen. 

## Kenmerken
De vulkaan bestaat vooral uit basalt en basaltandesiet en in mindere mate uit andesieten. In het zuidoosten bij de top bevindt zich een 4,5 bij 5,5 kilometer grote caldeira die gevuld is met ijs (gemiddeld 200 meter dik, totaal 43 km³). De caldeira vormt het voedingsgebied voor de rivieren Biltsjenok, Oesjkovski en Kozyrevskaja en van de grootste gletsjers van Kamtsjatka; de Ermana (tevens de grootste van Rusland) en de Bogdanovitsja. De gletsjer van de Biltsjenok is met een lengte van 17,6 kilometer de langste van Kamtsjatka. Aan zuidoostzijde van de caldeira rijzen twee kleinere schildvulkanen op; de Hertz met een 800 meter brede krater aan zuidwestzijde en de Gorsjkov met een 250 meter brede krater aan noordoostzijde. In deze laatste krater bevinden zich verschillende kleine solfataren. 

## Vulkanische activiteit
Rond 50.000-60.000 jaar geleden ontstond als gevolg van een periode van krachtige vulkanische activiteit een schildvulkaan, waarvan resten zich nog aan de basis van de Oesjkovski bevinden. De Oesjkovski zelf werd gevormd in het late Pleistoceen. Tijdens het Holoceen werden de caldeira en de fissuurzone van de slakkenkegels gevormd. De enige historische uitbarsting van de vulkaan was waarschijnlijk in het voorjaar van 1890. Vanaf 1980 wordt echter weer activiteit van fumarolen geregistreerd vanuit de kraters in de beide schildvulkanen in de caldera.